# Juri Cipot
Juri Cipot (mađ.: Czipott György, prek.: Djürji Cipott) (Černelavci, 6. travnja, 1793. ili Puconci, 1. travnja, 1794. – Hodoš, 9. studenog, 1834.) slovenski evangelički pastor i pisac u Mađarskoj.
Rođen je u Prekmurju u Černelavcima (Csernelóc, kasnije Kisszombat), no prema drugim izvorima rođen je u Puconcima. Njegov otac je bio Mikloš Cipot a majka Flora Pekitš.

Cipot je pohađao Evangelički licej u Šopronu i studirao teologiju. Bio je kapelan u Kermendinu (Körmend) i Legradu u Hrvatskoj.
Njegov sin Rudolf Cipot je također bio pisac i svećenik.

## Djela
- Duševni blagoslovi (Dühovni áldovi ali molitvene knige Krszcsenikom na szrdcza i düse opravo i obeszeljávanye vu tuzni 'zitka vöraj. Szpravlene po Czípott Gyürji Evangelicsánszke Hodoske Fare Dühovniki. V. Sombathéli z Perger Ferentza píszkmi 1829.)